# Узкоколейная железная дорога Опаринского ЛПХ

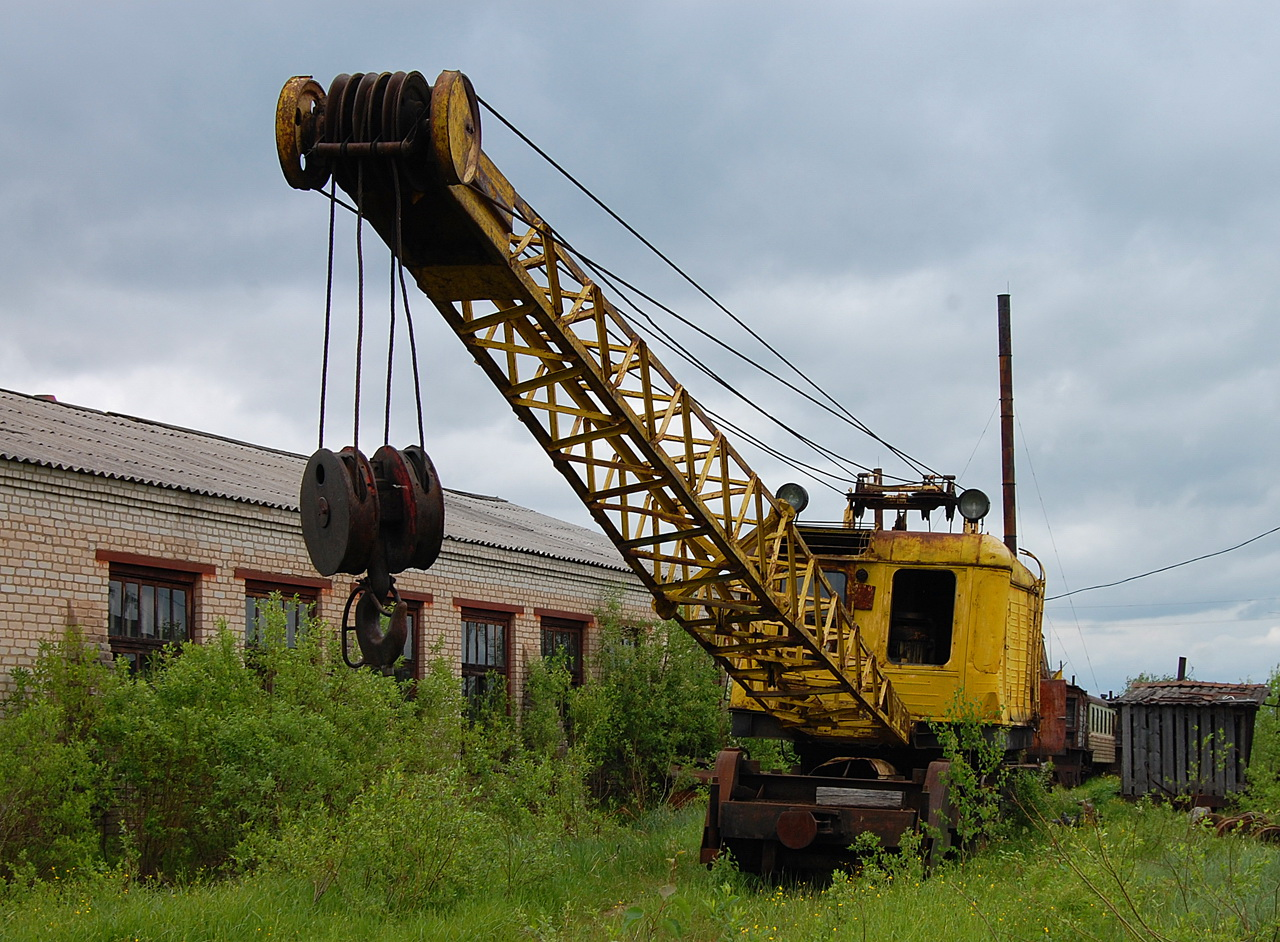
Дизель-электрический кран КЖУ-0

Опаринская узкоколейная железная дорога — лесовозная узкоколейка в Опаринском районе Кировской области и Прилузском районе Республики Коми. Максимальная длина была 100 км, эксплуатировалась в последние годы работы только 76 км, колея 750 мм. Год открытия: 1952 год, год закрытия 2020 год. Было организовано пассажирское движение из Опарино в посёлок Чурсья и грузовое движение.

## История
В 1952 году — началось строительство узкоколейной железной дороги, а уже 5 августа 1955 года отправится первый состав с лесом от 12 километра в Опарино. Первоначально на дороге работали паровозы: Вп, Кч, Гр, в 1966 году поступили первые тепловозы ТУ4. В 1970-е годы железная дорога имела наивысшую протяжённость магистральной линии 87 км, а с учётом всех остальных веток общая протяжённость составляла свыше 150 км.
К началу 1980-х годов были выселены поселки Лесорубовский и Лесное, но поселок Чурсья, напротив, считался перспективным и в него продолжали вкладывать средства.
Положение дороги в 1990-х годах значительно ухудшилось, но она продолжала действовать. По состоянию на 2004 год дорога работала стабильно, каждый рабочий день на нижний склад леспромхоза в Опарино прибывало по несколько составов с хлыстами, дважды в день курсировал пассажирский поезд от Опарино до посёлка Чурсья, который зимой не работал. По состоянию на 2014 год, железная дорога действовала.
В 2020 году вывоз леса был прекращён и был начат демонтаж путей. К ноябрю 2020 года произошла полная ликвидация железной дороги. Весь подвижной состав был передан на новую узкоколейную железную дорогу Березовского ЛПХ.

## Подвижной состав
Локомотивы:
- ТУ8 — № 0514, 0493
- ТУ7 — № 2351 (с механической передачей), 2761, 3308
- ТУ6Д — № 0377
- ТУ6А — № 2671

Вагоны:
- Крытые вагоны
- Вагоны — сцепы
- Вагон цистерна
- Хопперы-дозаторы
- Вагоны платформы
- Узкоколейные пассажирские вагоны ПВ40

Путевые машины:
- Дизель-электрический кран КЖУ-0 — № 22
- Снегоочиститель узкоколейный

Частные средства передвижения:
- Самодельные «пионерки»